# رالف إيلسون
رالف والدو إيلسون من مواليد (1, آذار/مارس ,1914 وتوفي في 16, نيسان/أبرل ,1994) عرف إلسون بأنه روائي أمريكي من أصول أفريقية, وأديب وكاتب مرموق. ولد في ولاية أوكلاهوما مدينة أوكلاهوما . شهرة إليسون جاءت بعد روايته المشهورة الرجل الخفي, التي فازت بالجائزة الوطنية للكتاب 1953، وكتب أيضا الظلام والفن 1964.

## النشأة
ولد رالف والدو إليسون، الذي سمي تيمنًا برالف والدو إمرسون، في 407 شارع إيست فيرست في أوكلاهوما سيتي، أوكلاهوما، إلى لويس ألفريد إليسون وإيدا ميلساب ، في 1 مارس 1913. وهو الثاني من بين ثلاثة أبناء، توفي البكر ألفريد في سن الطفولة، وولد الأخ الأصغر هربرت موريس (أو ميلساب) في عام 1916. توفي لويس ألفريد إليسون، صاحب شركة صغيرة ورئيس عمال البناء، في عام 1916، بعد عملية لعلاج الجروح الداخلية التي أصيب بها بعد أن اخترقت شظايا من كتلة جليدية بلغ وزنها 100 رطل بطنه، عندما سقطت أثناء تحميلها في القادوس. أحب إليسون الأكبر الأدب، وكان شغوفًا بأطفاله، وعندما بلغ رالف اكتشف أن والده كان يأمل أن يكبر ليكون شاعرًا.
في عام 1921، انتقلت والدة إليسون وأطفالها إلى غاري، إنديانا، وهناك كان أخوها. وحسب إليسون، شعرت والدته «أنا وأخي سنحظى بفرصة أفضل للوصول إلى سن الرجولة إذا نشأنا في الشمال». عندما لم تجد وظيفة وفقدت شقيقها، عادت العائلة إلى أوكلاهوما، وهناك عمل إليسون كمساعد نادل، وماسح أحذية، ونادل في الفندق، ومساعد طبيب أسنان. من والد صديقه وجاره، تلقى دروسًا مجانيةً لعزف البوق والساكسفون ألتو، واستمر حتى أصبح قائد الفرقة المدرسية.
تزوجت إيدا ثلاث مرات بعد وفاة لويس. ومع ذلك، كانت الحياة الأسرية غير مستقرة، وعمل رالف في وظائف مختلفة خلال شبابه ومراهقته للمساعدة في دعم الأسرة. أثناء حضوره مدرسة دوغلاس الثانوية، وجد أيضًا وقتًا للعب في فريق كرة القدم بالمدرسة. تخرج من المدرسة الثانوية عام 1931. عمل لمدة عام، ووجد المال لدفع عربون البوق، واستخدمه للعزف مع موسيقيين محليين، ولأخذ المزيد من دروس الموسيقا. في دوغلاس، تأثر إليسون بمدير المدرسة إنمان إي. بيج، وابنته معلمة الموسيقا زيليا إن. برو.

## في معهد توسكيجي
تقدم إليسون مرتين للقبول في معهد توسكيجي، الجامعة المرموقة للسود في ألاباما التي أسسها بوكر تي. واشنطن. قُبل أخيرًا في عام 1933 لعدم وجود عازف بوق في أوركستراها. غادر إليسون على متن قطار شحن للوصول إلى ألاباما، وسرعان ما اكتشف أن الوعي الطبقي للمعهد لم يكن أقل من المعاهد البيضاء عمومًا.
يعتقد الناقد هيلتون ألس أن موقع إليسون الخارجي في توسكيجي «صقل نظرته الساخرة»، «مكنه الوقوف بعيدًا عن جو الزنوجة المنافقة في الجامعة من الكتابة عنها». في مقاطع من الرجل الخفي، «ينظر إلى الوراء باحتقار ويأس من الروح الجبانة التي حكمت في توسكيجي».
ربما كان قسم الموسيقا في توسكيجي أشهر قسم في المدرسة، برئاسة الملحن ويليام إل. داوسون. أرشدت معلمة قسم البيانو هيزيل هاريسون إليسون. بينما درس الموسيقا بشكل أساسي في فصوله، قضى وقت فراغه في المكتبة مع كلاسيكيات الحداثة. وذكر قراءة أرض البياب لتوماس ستيرنز إليوت باعتبارها لحظة صحوة كبيرة. في عام 1934، بدأ العمل كموظف استقبال في مكتبة الجامعة، وهناك قرأ جيمس جويس وجيرترود شتاين. سمح أمين المكتبة والتر باوي ويليامز لإليسون بحماس بمشاركة معرفته.
أثر مدرس اللغة الإنجليزية مرتضى دريزل سبريغ على إليسون تأثيرًا كبيرًا، وأهداه إليسون لاحقًا مجموعة مقالاته الظل والعمل. فتح عيني إليسون على «إمكانيات الأدب باعتباره فنًا حيًا» وعلى «السحر الذي ارتبط دائمًا بالحياة الأدبية». من خلال سبريغ أصبح إليسون على دراية برواية الجريمة والعقاب لفيودور دوستويفسكي، ورواية جود الغامض لتوماس هاردي، مع التعرف على « الأبطال المخالفين للأعراف اللامعين والمعذبين» لتلك الأعمال.
اهتم أليسون عندما كان طفلًا بتكنولوجيا الصوت وتبين أنه من الممكن أن تكون مصلحته مدى الحياة، بدءًا من تفكيك وإعادة بناء أجهزة الراديو، ثم انتقل لاحقًا إلى إنشاء وتخصيص أنظمة ستيريو هاي فاي متقنة عندما نضج. ناقش هذا الشغف في مقال في ديسمبر 1955، «العيش مع الموسيقا»، في مجلة هاي فيدلتي. يؤكد الباحث جون س. رايت أن مهارات إليسون مع التفاصيل الداخلية للأجهزة الإلكترونية، استمرت في إعطاء الجوهر لمنهج إليسون في الكتابة والشكل الجديد. بقي إليسون في توسكيجي حتى عام 1936، وقرر المغادرة قبل استكمال المتطلبات للحصول على الشهادة.

## روابط خارجية
- رالف إيلسون على موقع IMDb (الإنجليزية)
- رالف إيلسون على موقع الموسوعة البريطانية (الإنجليزية)
- رالف إيلسون على موقع مونزينجر (الألمانية)
- رالف إيلسون على موقع إن إن دي بي (الإنجليزية)

- Literary Encyclopedia Biography
- Literary Encyclopedia, Invisible Man
- Ralph Ellison: an American Journey, a documentary from California Newsreel.
- Soul of a People: Writing America's Story a 90-minute documentary about the WPA Writers' Project
- Biography
- PBS نسخة محفوظة 7 نوفمبر 2007 على موقع واي باك مشين.
- Alfred Chester & Vilma Howard (Spring 1955). "Ralph Ellison, The Art of Fiction No. 8". ذا باريس ريفيو. مؤرشف من الأصل في 2016-11-28.
- Notes on Ralph Ellison's Invisible Man
- Saul Bellow's 1952 Review of Invisible Man
- Shadowing Ralph Ellison by John Wright.
- Photos of the first edition of Invisible Man
- Encyclopedia of Oklahoma History and Culture – Ellison, Ralph.
- Excerpt/on Ralph Ellison, Carol Polsgrove on Writers' Lives,